# Competencia (The Spectacular Spider-Man)
«Competencia» (título original: «Competition») es el quinto episodio de la serie de televisión animada The Spectacular Spider-Man, basada en el personaje de cómic Spider-Man, creado por Stan Lee y Steve Ditko. En él, Spider-Man debe enfrentarse al Hombre de Arena, un antiguo matón de poca monta que ahora puede manipular su cuerpo de arena a voluntad.
Fue escrita por Kevin Hopps y dirigida por Troy Adomitis. Hopps y Adomotis tuvieron sus respectivos papeles anteriormente en «Interactions». Victor Cook, desarrollador, productor y director supervisor de The Spectacular Spider-Man, estaba encantado de utilizar al Hombre de Arena porque le parecía «un personaje perfecto para la animación». Se emitió el 29 de marzo de 2008 en el bloque Kids' WB de The CW Network. El episodio recibió buenas críticas de la crítica televisiva: IGN escribió que las escenas de lucha eran las mejores de la serie en aquel momento.

## Trama
Peter, como Spider-Man, derrota eficazmente a dos matones comunes — Flint Marko y Alex O'Hirn — y los mete en la cárcel. Mientras discuten sobre su indignación hacia Spider-Man, pagan su fianza y salen en limusina. Dentro de la limusina, Hammerhead les dice que tiene grandes planes para ellos, llevándolos a una base secreta.
Al día siguiente, Peter practica con su telaraña en su habitación cuando entra la tía May. Se detiene y le sugiere que lleve a su vecina Mary Jane Watson al baile de otoño. Peter se encoge ante la idea y se dirige a la escuela. Allí le anuncian que ese día habrá entrenamientos de fútbol y Harry quiere hacer una prueba. Peter se niega a unirse a él porque cree que eso revelaría sus habilidades. Cuando se entera de que Flash Thompson planea ir específicamente tras las pruebas de Harry, decide mantenerlo a salvo y probar de todos modos. Harry impresiona al entrenador y al otro jugador, mientras que Peter hace lo mismo utilizando sus habilidades extra.
Mientras tanto, Norman Osborn llega al almacén para supervisar un experimento con Marko, que insertará silicio en su ADN. El Dr. Octavius dice que el experimento tiene demasiados fallos, pero Osborn le ordena que lo lleve a cabo de todos modos. El experimento funciona mal y el silicio lo muta violentamente. Su cuerpo se evapora en arena y Octavius, aterrorizado, cree que acaba de matarlo. De repente, Marko cambia de forma, sigue siendo de arena, y golpea violentamente las paredes para que le dejen salir. Hammerhead y Osborn lo llevan fuera en su limusina, donde Marko consigue reformarse con su antigua apariencia. Cuando le dicen que trabajará para «el Big Man», decide ir solo y se marcha. A Hammerhead le parece bien, ya que significa que ahora tendrán una distracción para Spider-Man.
Ahora con el nombre en clave del «Hombre de Arena», Marko roba un banco y Spider-Man llega inmediatamente. Éste se ve superado por los nuevos poderes de Marko y se queda sin líquido de telaraña. Tras derrotar a Spider-Man, el Hombre de Arena escapa por el desagüe de una alcantarilla, después de mencionar accidentalmente el nombre del «Big Man». Al día siguiente, Peter acude de nuevo a las pruebas, lo hace bien una vez más y es invitado al último día de pruebas junto con Harry. Harry se enfada porque le ha eclipsado e invita a los demás jugadores a pasar el rato en una tienda de refrescos. Mientras tanto, Peter sube al autobús urbano y se sienta junto a Gwen, a quien pide disculpas por haberla ignorado últimamente y ella acepta. También le insinúa que debería llevarla al baile de otoño, pero él no pilla la pista y le dice que se lo va a pedir a Betty Brant, una mujer que trabaja en el Daily Bugle.
Tras salir del autobús, Peter se dirige como Spider-Man a un camión blindado, que el Hombre de Arena está robando. En su lucha, el camión pierde el control y aterriza en una obra en construcción. Cuando Spider-Man intenta ponerle telarañas, resulta ser ineficaz ya que el Hombre de Arena puede deslizarse a través de ellas; el villano comienza entonces a atacar a Spider-Man con vigas. Mientras tanto, en la tienda de refrescos, Harry intenta impresionar a los deportistas, llamando la atención de Glory, la novia de Kenny. Kenny le gasta una broma a Harry, lo que enfurece a Glory, que le pide a Harry que la lleve a casa. De vuelta a la obra, Spiderman sale de la pila de vigas y le da en la cabeza al Hombre de Arena. Lo atrae hasta el tejado y lo envuelve en cemento de la cementera cercana.
Esa noche, Harry llega a casa y le cuenta a su padre que ha hecho una prueba para el equipo de fútbol, pero éste no se muestra impresionado. Harry se marcha, comentando sombríamente que «les enseñará mañana». En las pruebas finales del día siguiente, Harry entra en el equipo y Peter lo hace fatal a propósito para no eclipsar a su amigo. Gwen le anima con un helado.

## Producción

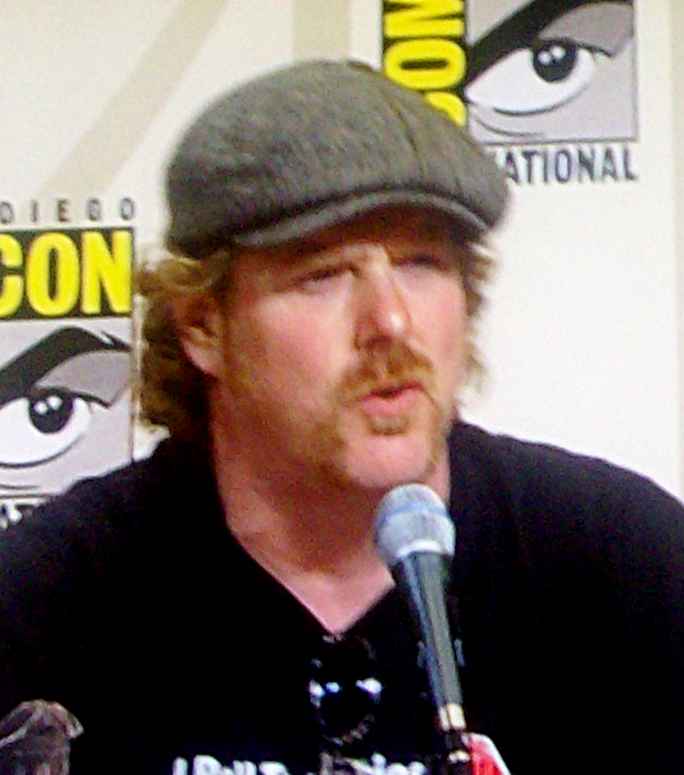
John DiMaggio puso la voz al Hombre de Arena en el episodio.

«Competencia» fue escrita por Kevin Hopps y dirigida por Troy Adomotis. Hopps y Adomotis habían escrito y dirigido respectivamente el episodio «Interactions», que presentaba al villano Electro. El equipo estaba muy ilusionado por trabajar con el Hombre de Arena. Victor Cook, productor supervisor y editor de la historia de la serie, cree que fue «diseñado para la animación». A Hopps «le encanta la ordinariez  [sic] de su motivación» y descubre que es «básicamente un delincuente que de repente se encuentra con superpoderes». John DiMaggio puso su voz al personaje.
Thomas F. Wilson, conocido por interpretar al personaje de Biff Tannen en las películas de Back to the Future, comenzó su papel recurrente como el policía Stan Carter. En los cómics, Stan Carter era un despiadado asesino en serie llamado Comepecados. Debido a que la serie está dirigida a un público juvenil, es muy poco probable que lo convierta en su alter ego asesino. «Competencia» se emitió originalmente el 23 de marzo de 2008, en el bloque Kids' WB de la cadena The CW.

## Referencias culturales

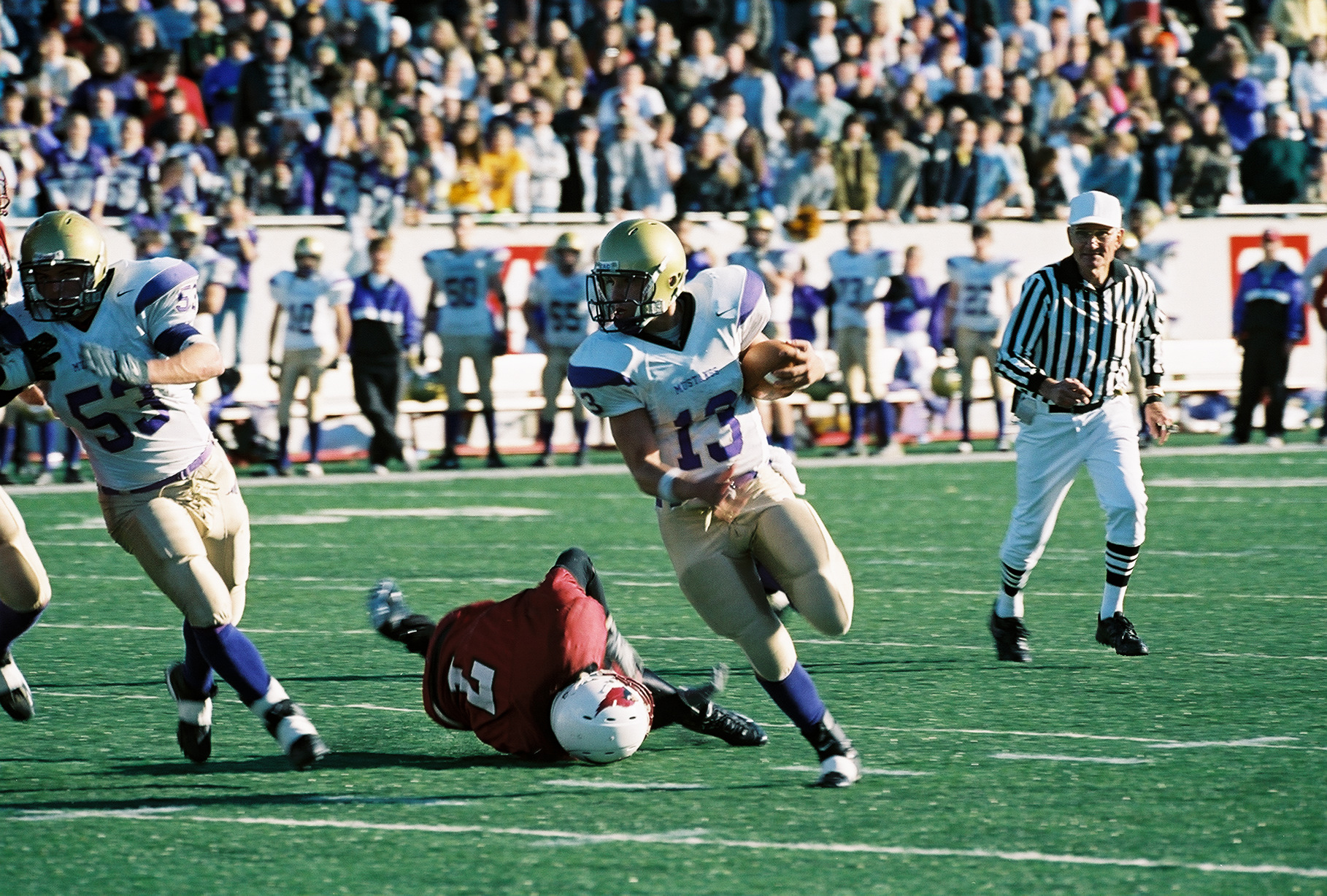
La mayor parte de «Competencia» se centra en el fútbol de instituto.